# Isabelle Bogelot

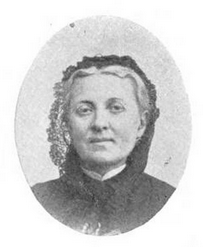
Isabelle Bogelot

Isabelle Bogelot, geboren als Isabelle Amélie Cottiaux, (* 11. Mai 1838 in Paris; † 14. Juni 1923 in Boulogne-Billancourt) war eine französische Feministin und Philanthropin während des Zweiten Kaiserreichs und der Dritten Republik. Sie war Mitbegründerin des Conseil national des femmes françaises (Nationalrat der französischen Frauen).

## Leben
Sie wurde als Tochter des Pariser Baumwollhändlers Antoine André Cottiaux und der aus Cambrai stammenden Marie Anne Thérèse Cottiaux geboren. Sie verlor ihren Vater mit zwei Jahren und ihre Mutter, als sie vier Jahre alt war. Sie wurde von der Familie von Maria Deraismes und ihrer Schwester Anna Féresse-Deraismes aufgenommen. Dort wurde ihr Blick für soziale und Frauenfragen geöffnet.
Am 7. Mai 1864 heiratete sie Gustave Bogelot, Rechtsanwalt am Berufungsgericht in Paris. Das Paar hatte mindestens zwei Kinder. Es war der Beginn einer langen Zusammenarbeit. Ihr Mann, der sich in mehreren Büchern mit der Frage der Gefängnisse auseinandersetzte, engagierte sich stark für philanthropische Zwecke: Er war Sekretär der Société générale des prisons, über 20 Jahre lang Vizepräsident der Hospizkommission von Boulogne-sur-Seine, ab 1890 Mitglied des Verwaltungsrates des Œuvre de Saint Lazare und in dieser Funktion Berichterstatter des Werkes auf verschiedenen Kongressen. Als er 1902 starb, sagte Isabelle Bogelot, dass „sie nichts taten, ohne gemeinsam nachzudenken“.

## Philanthropie
Obwohl Isabelle Bogelot in ihrer Familie durch Maria Deraismes für Frauenfragen und später durch ihren Mann für soziale Fragen sensibilisiert war, hatte sie nach eigener Aussage erst 1876 eine „philanthropische Erleuchtung“, als ihr Mann ihr ein Bulletin des Œuvre des libérées de Saint-Lazare mitbrachte. Sie erkannte, wie sie sagte, dass es ihre Pflicht war, sich mit diesen Themen zu befassen. Zwei Tage später nahm sie an einer Versammlung des Werkes teil und lernte Emilie de Morsier und Sarah Monod, die Leiterin der Diakonissen von Reuilly, kennen.
Das 1870 von Pauline Grandpré gegründete Œuvre des libérées de Saint-Lazare versuchte, aus dem Gefängnis entlassenen Frauen und Kindern zu helfen, um sie vor einem möglichen Rückfall zu bewahren: „der Frau in der Gegenwart helfen, durch Erziehung an ihre Zukunft denken, ihr ein Auskommen verschaffen und ihre Würde durch Arbeit stärken“.
Zwei Jahre später wurde sie Stellvertreterin von Caroline de Barrau und 1887 Generaldirektorin der Anstalt. Ab 1883 wurden vorübergehende Asyle für Frauen und ihre Kinder eingerichtet, die aus dem Gefängnis entlassen worden waren. Am 26. Januar 1885 erhielt das Werk die Anerkennung der Gemeinnützigkeit.
Der Deutsch-Französische Krieg führte dazu, dass sie sich mit der Fürsorge für Kriegsverletzte befasste. Im Jahr 1886 erhielt sie den zweiten Preis des von der Union des Femmes de France eingeführten Diploms für Krankenschwestern und ein Jahr später das Diplom für Sanitäterinnen. Außerdem gründete sie zusammen mit Maria Martin und Emilie de Morsier die Ligue féminine pour la paix et l'union des peuples (Frauenliga für Frieden und Völkerverständigung).

## Feminismus
Ihre Funktion im Œuvre des libérées de Saint-Lazare führte sie zu internationalen Auftritten:
- 1884: Fédération abolitionniste internationale in Basel;
- 1885: Internationaler Kongress für Strafvollzug in Rom;
- 1888: Kongress in Washington. (Als Delegierte des Werkes wurde Isabelle Bogelot zur Schatzmeisterin des Internationalen Frauenrats gewählt, der bei dieser Gelegenheit gegründet wurde. Zu Beginn des 20. Jahrhunderts wurde sie Vizepräsidentin);
- 1889: Internationaler Frauenkongress in Paris. (Sie war Vizepräsidentin dieser Organisation);
- 1893: Weltausstellung in Chicago. (Bogelot war Mitglied des Komitees für die Frauenausstellung unter dem Vorsitz von Cécile Carnot[12].) Gleichzeitig fand dort der Internationale Frauenkongress statt.

1889 fand in Paris am Rande der Weltausstellung der erste Kongress der Frauenwerke und -institutionen statt, den sie gemeinsam mit Émilie de Morsier organisierte. Um den Schwung beizubehalten, riefen sie die Konferenz von Versailles ins Leben, die jedes Jahr „alle Frauen, die sich für Philanthropie interessieren“, zusammenbringen sollte. Es waren internationale Treffen, an dem Frauen aus ganz Europa, den USA und sogar aus Afrika teilnehmen. Die Berichte über Gesetzgebung, Hygiene, Erziehung und Fürsorge wurden in der Zeitschrift La Femme veröffentlicht.
Als Bindeglied zwischen französischen und amerikanischen Feministinnen bildete Isabelle Bogelot mit Unterstützung der Präsidentin des Internationalen Frauenrats, May Wright Sewall, ein Initiativkomitee zur Gründung der französischen Sektion des Internationalen Frauenrats, des Conseil National des Femmes Françaises, mit Sarah Monod als Präsidentin und Isabelle Bogelot als Ehrenpräsidentin. 1906 gewann die Sektion Assistance unter dem Vorsitz von Eugénie Weill einen der ersten Kämpfe des Nationalrats: Isabelle Bogelot wurde als erste Frau in den Conseil supérieur de l'assistance et de la santé publique berufen (Oberster Rat für Fürsorge und öffentliche Gesundheit berufen).

## Ehrungen
Am 1. Januar 1889 erhielt sie die Palmen eines Akademieoffiziers für die Gründung temporärer Asyle. Am 2. Mai 1894 wurde sie zum Ritter der Ehrenlegion ernannt.